# موسى دومبيا (لاعب كرة قدم)
موسى دومبيا (بالفرنسية: Moussa Doumbia)‏ (4 أبريل 1989 ببوركينا فاسو - ) هو لاعب كرة قدم باركينسي في مركز الدفاع. شارك مع منتخب بوركينا فاسو لكرة القدم. أما مع النوادي، فقد لعب مع نادي إستر ونادي لومان.

## وصلات خارجية
- موسى دومبيا على موقع قاعدة بيانات كرة القدم.إي يو (الإنجليزية)
- موسى دومبيا على موقع Soccerway.com (الإنجليزية)